# Нерха (Испания)

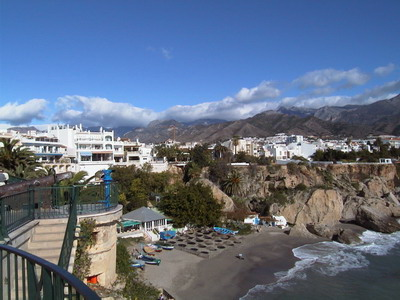
Нерха

Не́рха (исп. Nerja) — город и муниципалитет в Испании, входит в провинцию Малага, в составе автономного сообщества Андалусия. Муниципалитет находится в составе района (комарки) Ахаркия-Коста-дель-Соль. Занимает площадь 85 км². Население — 20361 человек. Расстояние — 50 км до административного центра провинции. Курорт на средиземноморском побережье Испании Коста-дель-Соль. Главная туристическая достопримечательность Нерхи — смотровая платформа над Средиземным морем «Балкон Европы». Он появился на месте разрушенной при землетрясении 1884 года нерхской крепости в связи с визитом в Нерху короля Испании Альфонсо XII, который выступил на «Балконе Европы» с речью. В Нерхе также имеется пещера Нерха, которую называют природным собором Коста-дель-Соль, где летом проходит международный фестиваль музыки и танца.

## История города
Город был основан римлянами под названием Detunda. В VIII веке город попал под власть арабов и получил название Narixa (в переводе «бурная весна»), от которого и произошло современное название. В период арабского владычества Нерха была известна производством изделий из шелка и развитым сельским хозяйством. В 1487 году, после завоевания Малаги кастильскими королями, переходит под власть Кастилии. Тем не менее, большинство населения города по-прежнему составляли мориски. Они приняли активное участие в Альпухарском восстаниив 1568—1570 годах, после чего большинство из них было выслано из страны. В мае 1812 г., во время Наполеоновских войн, здесь произошло сражение между французами и англичанами, высадившими в Нерхе десант.

## Население
| Год  | Численность | Численность   |
| ---- | ----------- | ------------- |
| 2001 | 16 464      | [ 2 ]         |
| 2002 | 17 186      | [ 3 ]         |
| 2004 | 18 509      | [ 4 ]         |
| 2005 | 19 496      | [ 5 ]         |
| 2006 | 20 361      | [ 6 ]         |
| 2007 | 20 796      | [ 7 ]         |
| 2008 | 21 621      | [ 8 ]         |
| 2009 | 21 811      | [ 9 ]         |
| 2010 | 21 957      | [ 10 ]        |
| 2011 | 22 294      | [ 11 ]        |
| 2012 | 22 617      | [ 12 ]        |
| 2013 | 22 918      | [ 13 ]        |
| 2014 | 20 649      | [ 14 ]        |
| 2015 | 21 185      | [ 15 ]        |
| 2016 | 21 204      | [ 16 ]        |
| 2017 | 21 047      | [ 17 ]        |
| 2018 | 21 061      | [ 18 ] [ 19 ] |
| 2019 | 21 091      | [ 20 ]        |
| 2020 | 21 144      | [ 21 ]        |
| 2021 | 21 018      | [ 22 ]        |
| 2022 | 21 450      | [ 23 ]        |
| 2023 | 21 913      | [ 24 ]        |
| 2024 | 22 187      | [ 1 ]         |